# 曹元用
曹元用（1268年—1330年），字子贞。阳谷县阿城（今嘉祥县纸坊镇李村）人。元代大臣。
父曹宗辅，官德清县主簿。早年隨家人遷徙至汶上大张村（今嘉祥县梁宝寺镇）。幼时嗜书，過目成诵，尤精於《易经》、《春秋》，每晚讀書，常達旦不寐。後來擔任镇江路儒学正，在大都時為翰林学士承旨阎复所赏识，任御史台掾史。延祐六年（1319年），为太常礼仪院经历。元文宗天历二年（1330年）卒，赠正奉大夫、江浙等处行中书省参知政事、护军。谥"文献"。著有《超然集》20卷。

## 延伸阅读
[在维基数据编辑]
 《元史/卷172》，出自宋濂《元史》
 《新元史/卷202》，出自柯劭忞《新元史》